# Ashburn (Georgia)
Ashburn – miasto w Stanach Zjednoczonych, w stanie Georgia, siedziba administracyjna hrabstwa Turner.